# Ґабріель фон Виховський
Ґабріель Костянтинович фон Виговський, Магнат (Ser Polon Prince jacobi Supr Stabuli) Належав до давнього українського шляхетського роду   Виговських ,гербу     Абданк, був сином козацького турово-пінського полковника та генерального обозного Костянтина Виговського — рідного брата гетьмана Івана Виговського та княжни Регіни Мещерської. Знать Поморська,  Народився с.Вигів Овруцького повіту(1671 — 7 травня 1720) володар Сошніцовиць, Льончі, Бойшува, Раховиць і Великих Лан, власник Бродів, та Бродівського Замку придворний короля Яна ІІІ Собеського, адміністратор Олавських маєтків князя Якуба Собеського, Урядник імператора Леопольда І Габсбурга (граф фон Виговський), брат Степан (маршалок двору Ядвіги Собеської) та Данило (кашталян мінський) Виговські. Вірний друг князя Якуба Собеського. Одружений з Марією Єлизаветою Агнесс фон Норпрат (р.н1668-р.с.22 квітня 1723.)В родовому гробівці,( Дзвінниці)Родини, Норпрат. Знаходиться чуторворна статуя Матері Божої Скорботної  Граф Габріель фон Виговський, Завдяки контактам у Габсбурзькій монархії привілейоване абатство в Рудах, яке керувало землями графа Габріеля фон Виговського, мало рудні копальні, кузні міді та заліза, вироби з яких продавалися по всій Сілезії. Абатство інтенсивно розробляло ліси, абатство мало власну винокурню, пивоварню, численні племінні ставки і навіть виноградники. Граф Габріель фон Виговський був похований у костельній крипті в абатстві в Рудах,  колегіального костелу поряд із померлими цистерціанцями згідно з його заповітом,    побудованій власним коштом і на його власне бажання.В Абатстві знаходиться чудотворний образ Матері Божої Смиренної.

## Життєпис

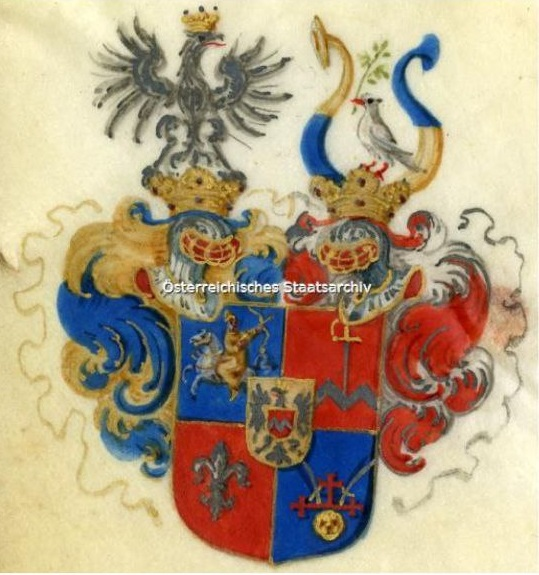
Герб Габріеля

На рубежі XVII–XVIII століть у Рудах з’явився Магнат Габріель Костянтинович Виговський, народжений 1671 р. у Вигові біля Овруча в Україні, господар Сошницовиць, Лончі, Бойшова, Раховиць, Лян Великих, Власник Бродів  та Бродівського Замку 1703р, придворний короля Яна III Собеського, згодом адміністратор  Олавського князя Якуба Собеського. Його брат Стефан був маршалком двору Ядвіги Собеської,(Пфальц-Нойбург)а другий брат Данило був каштеляном мінським. Тоді Крез з величезним статком невідомого походження придбав вищезгадані численні маєтки навколо Глівіце. Управління ними він доручив рудому ігуменові.Його маетком управляло цистеріанське абатство в Рудах.  У 1698 році, ймовірно, за посередництва ордена, імператор Леопольд I зробив його дворянином у своїй імперії.

## Печатка

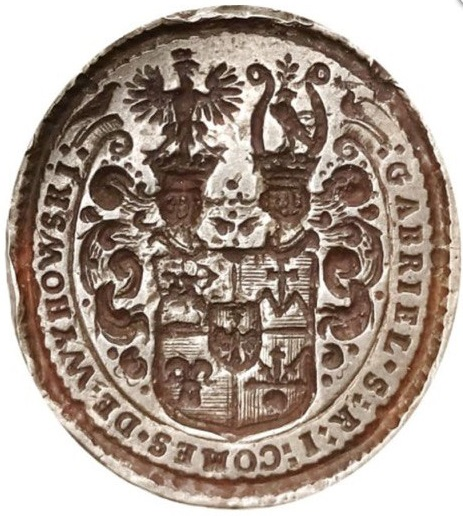
Печатка Габріеля Матеріал Срібло (Приватна Колекція)

У зоні печатки розташований п'ятипольний щит. У першому полі - серце - польський
орел (з гербом Абданк на грудях), у другому полі -- герб Мещерин, у третьому -- герб.
Ейгірд (Еідіт). у четвертому полі герб Гоздава, у п'ятому полі герб Повня в Іваницьких»
над щитом два шоломи з лабрами, увінчані коронами з трьома флеронами та двома
булавами. На коштовності праворуч - орел, на коштовності ліворуч між двома трубами
з виходами праворуч | ліворуч - голуб, що тримає в дзьобі оливкову гілку Лабра по  боках щита. Зовні, навколо поля легенди, одна кільцева рамка.

## Вшанування пам'яті

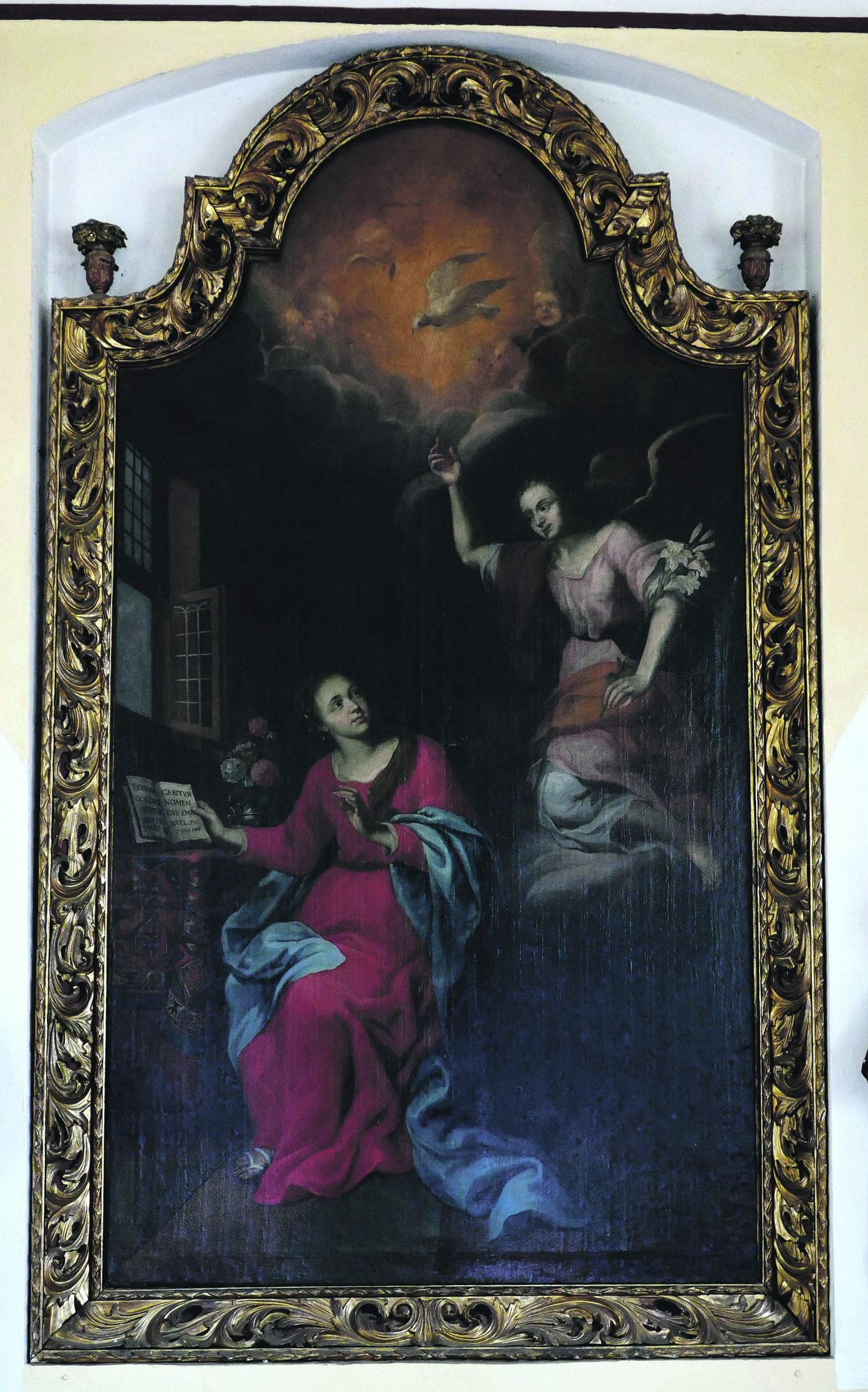
Благовіщення в Олаві показує не лише її засновника, Габріеля Виговського, у вигляді ангела Гавриїла, але й Ельжбету Ядвігу Собеську,(Пфальц-Нойбург)яка позичала своє обличчя постаті Марії.

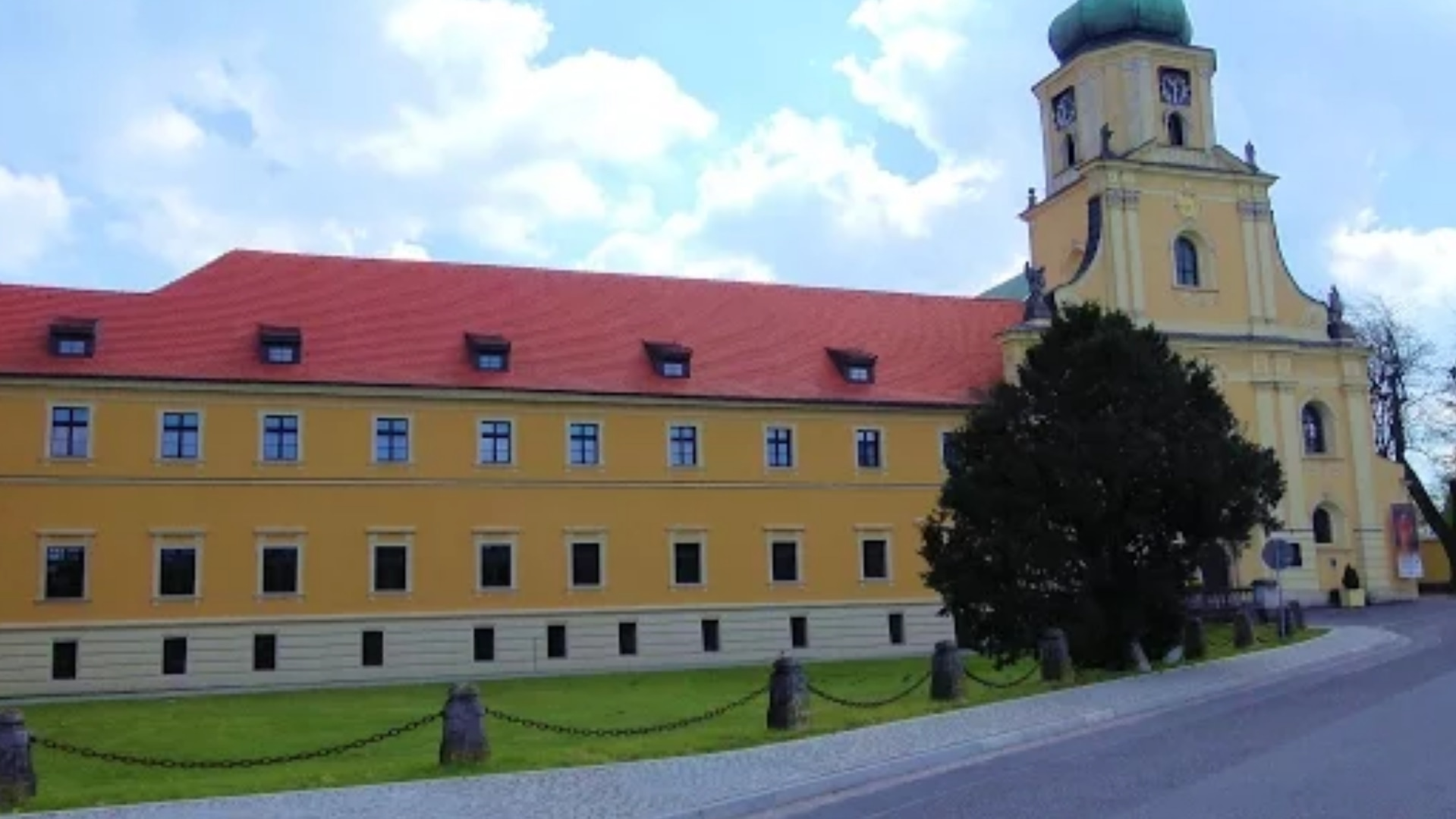
Місце похованняЦей комплекс оголошено об'єктом Всесвітньої спадщини ЮНЕСКО класу ?Монастир існував до 1810 року, коли його було розпущено указом прусського короля Фрідріха Вільгельма II. Майно ордену перейшло до рук принца Гогенлое, який походив з німецької аристократичної родини. Він перебудував монастир і палац у власну резиденцію. Відтоді палац у Руді став популярним місцем для знаті того часу.

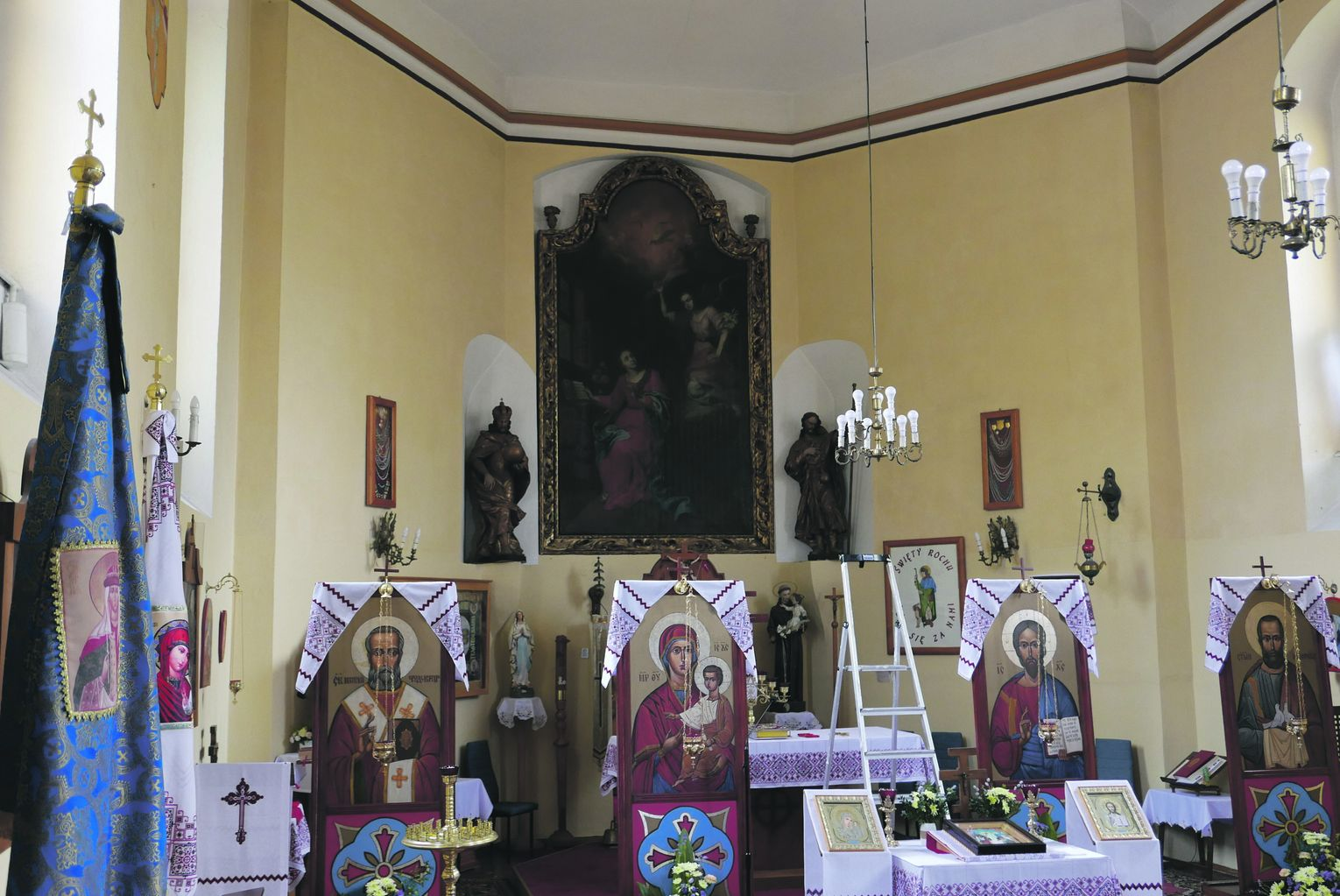
[https://map.ugcc.ua/view/413-parafiya-rizdva-presvyatoy-bogorodytsi-olava-polshcha Костел св Роха

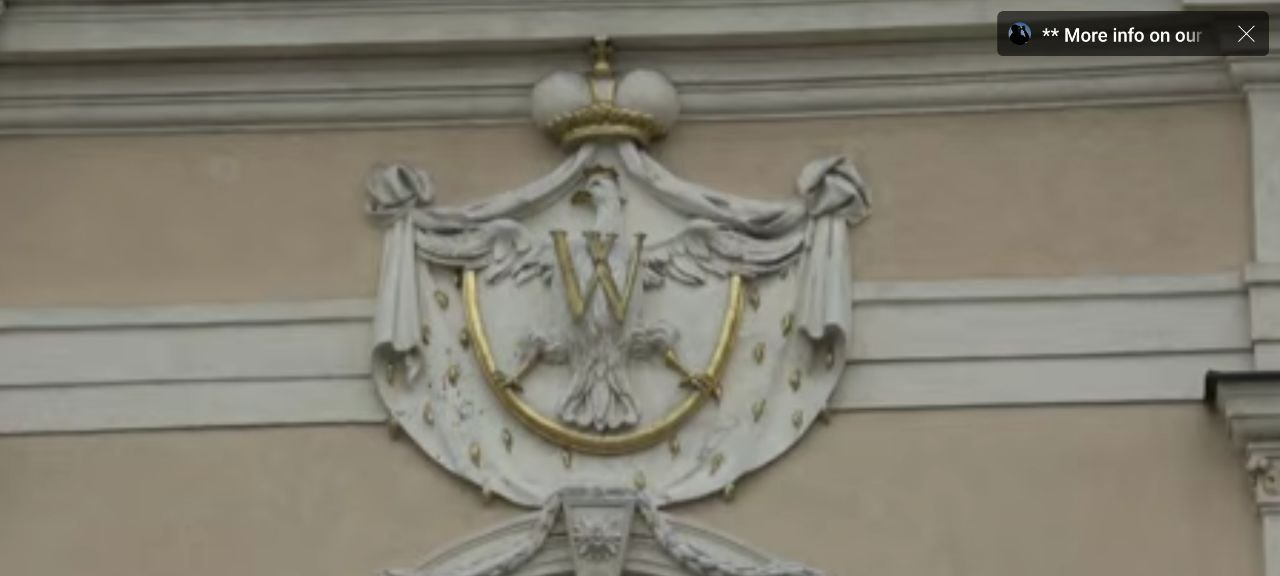
Герб Абданк

Виговський помер молодим, у віці 49 років. Він спочиває у крипті під притвором костелу в Рудах, збудованому, ймовірно, для нього та на його гроші. Досі залишається загадкою, чому Виговський так довіряв ченцям у справах, чим заслужив прихильність імператора та можливість вічного спочинку в монастирській церкві.Особливо цікавим є вівтар, вказаний як головний,який складався з картини із зображенням сцени Благовіщення Марії – сцени, відомої з Євангелія від св. Луки з першої глави і сім фігур. У протоколі фундатором прямо згадується Габріель Виговський, маршалок двору князя Якуба. Розпис спочатку був головною частиною вівтаря в міській церкві св. Святих Блажей і Свєрад (нині санктуарій Матері Божої Утіхи). Як фундатор  Виговський згадується також у звіті пароха католицької парафії св. Трійці Францішека Дісмаса Тіхи, в якому описано події, пов’язані з передачею костелу лютеранам. З цього ж документа ми дізнаємося, що весь головний вівтар, розпис якого, ймовірно, був основним елементом, зайняв більше чотирьох тижнів, щоб встановити всередині, і все це коштувало величезну суму в 1500 флоринів на той час. Можна лише припустити, що замовлення такого масштабу не могло бути розміщене пізніше 1705 року. Події, записані парафіяльним священиком, безпосереднім учасником передачі костелу лютеранам, сьогодні є надзвичайно цінним документом, оскільки детально описують перебіг подій, які можуть допомогти нам пояснити, як образ Благовіщення Пресвятої Богородиці з’явився на землі. знайшов своє місце в церкві св. Роха. Отож надамо слово автору цього документа .

Суботній вечір, 3 грудня 1707 року, імперський урядовець повідомляє отцю Францішеку Тіхі, що наступного дня ключі від міського костелу мають бути передані цісарсько-шведській комісії в Бжегу, і що порушення цього терміну призведе до немилості імперії. і вигнання:
... Отож, дізнавшись про це, я негайно, в ту ж суботу ввечері, послав по кількох католицьких міщан і робітників, сам покликаних, щоб зберегти честь Божого Світла і піти зі мною до церкви і, попередньо вмовили, допоможіть зняти головний вівтар. Що ми й зробили за чотири години, не заподіявши жодної шкоди, хоча сам жертовник ставився цілих чотири тижні. Оскільки було страшенно холодно, я послав євреям п’ять каструль горілки та весь свій хліб, у тому числі десять буханців, щоб їхні напівзамерзлі товариші могли нагодуватися та підкріпитися, тож їм вдалося без зайвих зволікань відсвяткувати вівтар із церкви. . Коли роботи й прибирання ще тривали, Його Величність Принц Яків Польський послав до мене свого дворецького Авреліуса Франсуа, народженого в Нідерландах, і сказав мені, щоб я не ставив руку на вівтар і нічого не знімав. і якщо все, що з нього буде взято, чи то лежачи, чи стоячи, залишиться в церкві. Оскільки вівтар був придбаний надвірним маршалом графом Габріелем Виговським, а збудований придворними, княжа величність має право розпоряджатися ним і передати його лютеранам згідно з його заповітом. Вони урочисто запевняли, що образам святих у церкві під страхом не завдадуть ніякої шкоди й ганьби і з ласки княжого двору візьмуть вівтар і збережуть його без ушкодження. Коли я почув це, мене та моїх помічників ніби блискавка вдарила, залишивши нас здивованими, що такий ревний католицький князь, на якого ми покладали всі надії, підтримає лютеран...                                                    На картині в Олаві Марія вказує на певний текст і його адресу в відкритій книзі. Це уривок зі Старого Заповіту з книги пророка Ісаї з сьомого розділу, чотирнадцятий вірш: « Тому сам Господь дасть вам знак: ось Діва зачне і Сина породить...» (З Біблія Тисячоліття, переклад № IV і V), в якому міститься цей вірш, розповідає історію царя Ахаза, чия молода дружина повинна народити сина, спадкоємця роду.  Фундаторкою костелу, яку вказують рахунки на будівельні матеріали в міських книгах, була Ядвіга Ельжбета Собеська Ядвіга Ельжбета Амалія походила з дому фон Пфальц-Нойбург, побічної лінії династії Віттельсбахів. Ядвіга Собеська, яка позичала своє обличчя постаті Марії на Олавському розписі. Дружина князя Якуба Собеського. Її батько Філіп Вільгельм був дуже впливовим чиновником при дворі Габсбургів, а його старша дочка Елеонора Магдалена стала дружиною Імператора Леопольда I. Цей шлюб відкрив родині Нойбург зв’язки з королівськими дворами Португалії, Іспанії та принцами через шлюби наступних дочок.  Багато братів Ядвіги Єлизавети також зробили значну кар'єру. Серед них найважливішу роль відіграв Франц Людвіг - єпископ Вроцлава, Тріра, Вормса, коад'ютор Майнца та магістр Німецького Тевтонського ордену, єпископ, який відвідав Олаву в 1706 році.  Тому не дивно, що Філіпа Вільгельма іноді називали «тестем Європи». Ці документи датуються 1708 та 1709 роками, і жодних додаткових відомостей про наміри будівництва немає.  А сама картина? Історики мистецтва приписують її  Йоганнесу Классенсу, придворному художнику єпископа Франца Людвіга Нойбурзького. Классенс входить до кола художників, пов’язаних із Сілезьким Рембрантом – Міхалом Вільманном. Олавський розпис натхненний роботами італійських майстрів, таких як Кортона та Маратта. Сцена Благовіщення, описана в Євангелії від св. Луки в першому розділі, був частим мотивом живопису. Маємо тут особу Марії, ангела-провісника Гавриїла з гілкою лілеї – символом невинності, та голуба, що символізує Святого Духа. Фігура ангела безпосередньо відповідає засновнику, також Гавриїлу, - а під ангельським херувимським ликом стоїть сам придворний маршал, зображення якого передав нам сілезький гравер Ян Чернінг(1650-1732) Фрагмент картини з Олави - деталь із книгою та текстом, букет півоній на задньому плані та силует Марії

Півонії символізують королівські квіти (разом з ліліями та трояндами). У практичному аспекті вони означають багатство, радість і здоров'я, необхідні для повсякденного життя. Червоні півонії є символом нового кохання, рожеві півонії свідчать про взаєморозуміння між подружжям, а білі півонії є вираженням ніжності. Тут, напевно, слід шукати ключ до слова «Лізель», яким Ядвіга Ельжбета зверталася до свого чоловіка, і ключ до їхніх взаємин. Як би там не було, історія ще не закінчила цю історію і, ймовірно, здивує ще багатьма відкриттями. Варто лише відвідати церкву св. Роха і з надією на мить поміркуйте біля картини.

На жаль, картина з Олави не підписана, на відміну від іншої роботи Класенса 1708 року, яка знаходиться в Нисі і зображує сцену Благовіщення, що прикрашає інтер’єр костелу. Благовіщення Діви Марії. Обидві картини, олавська та ниська, хоч і стосуються однієї теми, але передають її по-різному. Немає сенсу шукати зображення з Олави в обширних дослідженнях сілезького барокового малярства. Тому він залишається об’єктом для подальших досліджень і досліджень. А може, особа нового засновника Габріеля Виговського «підкаже» подальші напрямки пошуків художника? Хто знає?Серед дослідників історії Рудського монастиря немає сумніву, що він був надзвичайно заможним. Про монастирські скарби часто ходять казкові історії. 

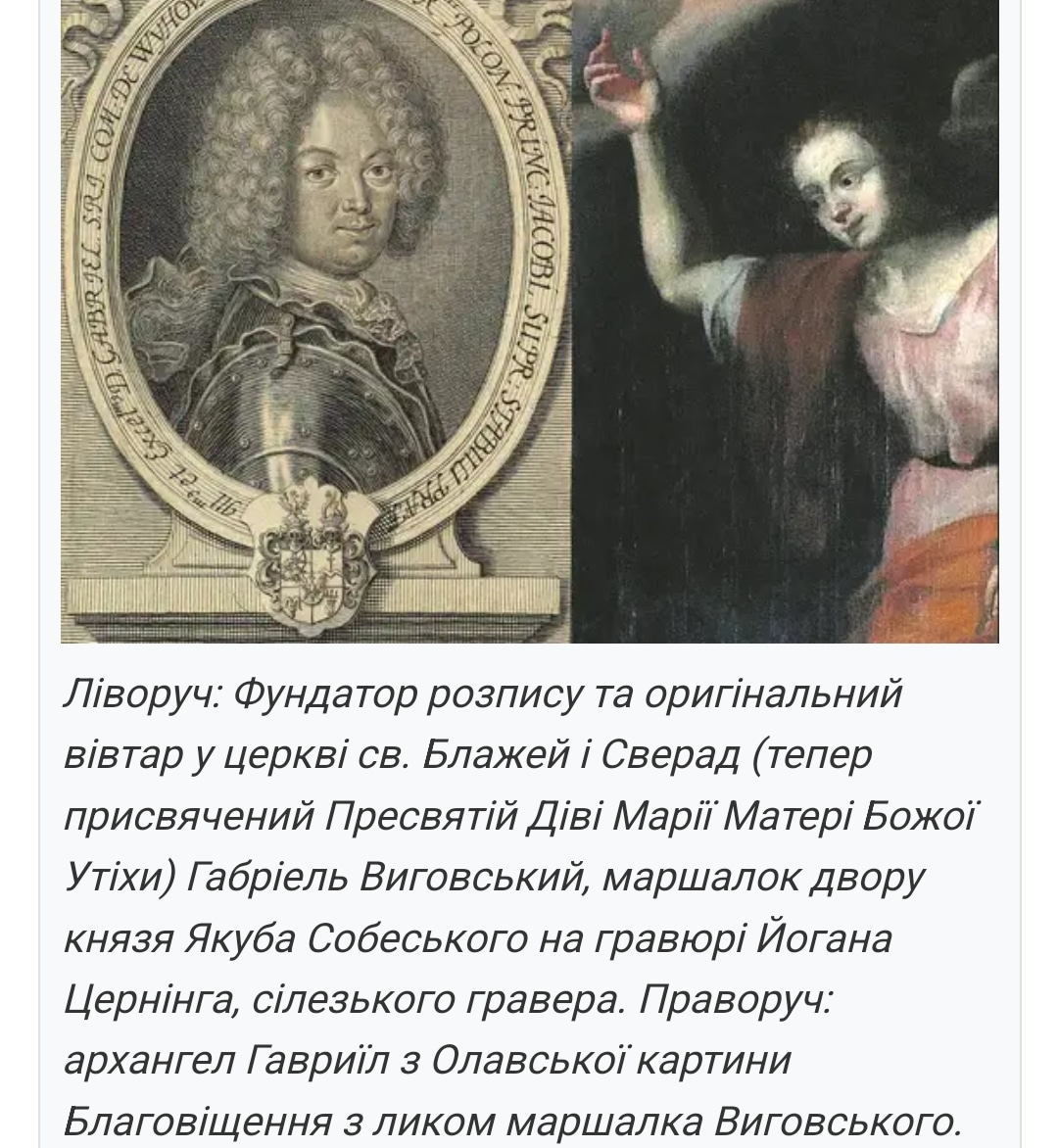
Ікона Благовіщення